# Snaresinselpinguin
Der Snaresinselpinguin (Eudyptes robustus), auch Snares-Dickschnabelpinguin oder einfach Snarespinguin genannt, ist eine Pinguinart, die nur auf den Snaresinseln südlich von Neuseeland brütet. Er zählt zu der Gattung der Schopfpinguine. Es werden keine Unterarten unterschieden.
Der Snaresinselpinguin wird von der IUCN als gefährdet (vulnerable) eingestuft, da die Art nur auf einer kleinen Inselgruppe brütet. Außergewöhnliche Ereignisse können sich daher sehr schnell und sehr stark auf den Gesamtbestand auswirken.

## Aussehen
Der Snaresinselpinguin erreicht eine Körpergröße zwischen 51 und 61 Zentimeter. Männchen sind etwas größer und schwerer als die Weibchen. Es ist der einzige auffallende Sexualdimorphismus und besonders dann auffallend, wenn Brutpaare beobachtet werden. Männchen wiegen zwischen 2,6 und 3,4 Kilogramm. Weibchen erreichen ein Gewicht von 2,5 bis 2,8 Kilogramm. Das Gewicht unterliegt dabei deutlichen jahreszeitlichen Schwankungen. Das geringste Gewicht haben grundsätzlich geschlechtsreife Snaresinselpinguine während der Aufzucht der Küken.
Das Gefieder adulter Snaresinselpinguine ist an Kinn, Kehle, Wangen, Rücken und Flügel schwarz. Vom Schnabel ausgehend läuft beidseitig des Kopfes jeweils ein Band blass- bis leuchtendgelber Schopffedern oberhalb der Augen zum Hinterkopf. Der Oberkörperseite ist bläulich schwarz, wenn das Gefieder frisch gemausert ist. Bei adulten Vögeln, die kurz vor der Mauser stehen, ist es zu einem bräunlichen Ton verblasst. Die zu Flossen umgebildeten Flügel sind auf der Oberseite ebenfalls blauschwarz, die Flossenunterseite ist weißlich mit einem dunklen Fleck an der Flossenspitze. Der lange und kräftige Schnabel ist orange-braun. An der Schnabelbasis verläuft ein schmaler Streifen unbefiederter rosaweißer Haut, die am Schnabelansatz ein auffälliges Dreieck bildet. Die Iris ist bei den meisten Individuen auffallend rötlich braun. Füße und Beine sind überwiegend rosafarben, die Sohlen, die Spitzen der Schwimmhäute und die Rückseite der Beine sind schwarzbraun.
Jungvögel können anhand der Unterschiede im Gefieder bis zu einem Alter von zwei oder drei Jahren von adulten Vögeln unterschieden werden. Sie sind bis zum Ende ihres ersten Lebensjahres deutlich kleiner als die ausgewachsenen Snaresinselpinguine. Der Federschopf ist nur andeutungsweise vorhanden. Das Kinn ist weißlich bis grau und nur bei einzelnen Individuen schwarz. Die unbefiederte Haut an der Schnabelbasis ist bereits vorhanden, aber nicht so auffällig wie bei den Adulten. Der Schnabel ist matter gefärbt und weniger kräftig. Zwei- und dreijährige Vögel gleichen den Adulten schon sehr weitgehend, aber auch bei ihnen ist der Federschopf wesentlich kürzer als bei den Adulten.
Verwechslungsmöglichkeiten besteht mit allen anderen Arten der Schopfpinguine. Bei nassen Vögeln, bei denen der Federschopf am Kopf anliegt, ist die Verwechslungsmöglichkeit mit dem Kronenpinguin und dem Dickschnabelpinguin besonders groß. Unverkennbare Kennzeichen des Snaresinselpinguin sind allerdings die Kombination aus dem kräftigen und dicken Schnabel und die unbefiederte Haut am Schnabelansatz.

## Verbreitung

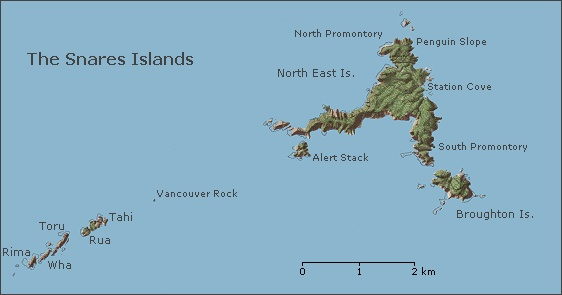
Snaresinseln

Der Snaresinselpinguin brütet ausschließlich auf den Snaresinseln, die etwa 120 km südlich der Südinsel Neuseelands liegen. Im Gebiet ihrer Brutkolonien fehlen sie von Mai bis August. Sie migrieren dann in andere Ozeanregionen; während dieser Zeit können die Vögel gelegentlich an den Küsten des neuseeländischen Festlandes (Südinsel) angetroffen werden. Weiterhin wurden Snarespinguine auf den Chatham-Inseln, der Macquarieinsel und auf Tasmanien gesichtet. Das maritime Verbreitungsgebiet erstreckt sich über den äußersten Südwesten des Pazifiks.

## Ernährung und Fressfeinde
Die Ernährungsweise der Snaresinselpinguine ist bislang nur sehr oberflächlich untersucht. Vermutlich fressen sie überwiegend Krill, aber auch kleine Fische und Tintenfische. Aufgrund der Anwesenheitszeiten der Pinguine in ihren Brutkolonien schließt man, dass sie überwiegend tagsüber nach Nahrung suchen und sich während der Brutzeit dabei in der Nähe ihrer Brutkolonien aufhalten. Auch nachts halten sich die meisten Brutvögel in den Kolonien auf. Sie werden häufig in kleinen Gruppen beobachtet und sind dann oft mit anderen Seevögeln wie beispielsweise Albatrossen vergesellschaftet. Die Fressfeinde des Snaresinselpinguin sind dort vorkommende Meeressäuger wie neuseeländische Seebären, neuseeländische Seelöwen und Schwertwale sowie Haie.

## Brut und Aufzucht

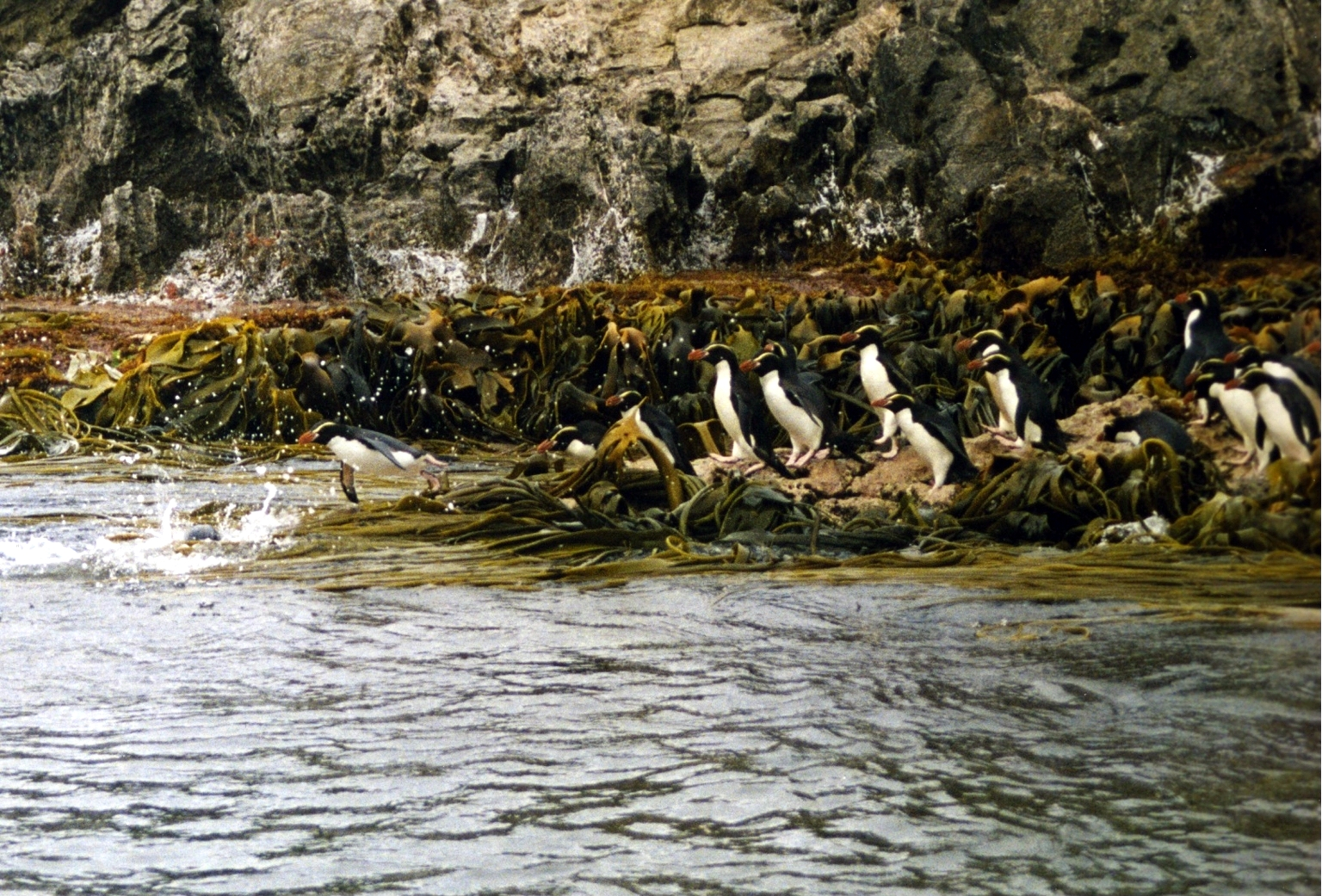
Snaresinselpinguine

Die Snaresinselpinguine brüten ausschließlich auf vier Inseln der Snares-Inselgruppe. Brutkolonien finden sich auf flachen, schlammigen Küstenabschnitten sowie sanft ansteigenden, felsigen Hügeln. Die Brutkolonien liegen bis zu 600 Meter im Inland und 70 Meter über dem Meeresniveau. Die Brutpaare landen an felsigen Küstenabschnitten an den geschützteren Ostseiten der Inseln an. Sie nisten auf Lichtungen oder unter Bäumen und Sträuchern der Gattungen Olearia und Brachyglottis. Sie nutzen auch Dickichte von Hebe am Rand von Wäldern und brüten auch auf exponierten Felsbändern sowie zwischen Geröll. Grundsätzlich zeigen Snaresinselpinguine ein ähnliches Sozialverhalten wie die anderen Schopfpinguine, sie leben aber verglichen mit dem Dickschnabelpinguin und dem Felsenpinguin etwas sozialer. Zu den aggressiven Gesten zählt unter anderem ein Drohen mit geöffnetem Schnabel, dabei lassen sie häufig zischende Laute hören. Gelegentlich heben sie auch ihre Flossen, beugen sich nach vorne und gehen einige Schritte in Richtung ihres Gegners. Dabei rufen sie laut trompetend. In direkten Auseinandersetzungen ergreifen sie sich gelegentlich auch an den Schnäbeln.
Im August beginnen die Snaresinselpinguine unter heftigen Revierkämpfen im Brutgebiet, den Wäldern der Inseln, mit der Koloniebildung. Die Nester stehen eng beieinander und die Kolonien sind klein bis mittelgroß. Sie umfassen zwischen 160 und 1.900 Paare. Pro Quadratmeter stehen zwei Nester, die Nestmulde liegt dabei durchschnittlich 35,7 Zentimeter entfernt. Das Nest ist eine flache Mulde, die sich gelegentlich auf einer kleinen Plattform aus Zweigen, Ästchen und Schlamm befindet. Es wird überwiegend vom Männchen errichtet.
Während der Brutzeit im September und Oktober legt das Weibchen im Abstand von vier bis fünf Tagen zwei Eier, wobei das erste in der Regel kleiner ist. Es hat normalerweise nur 77 Prozent der Masse des zweiten Eis. Sofern nicht eines der beiden Eier während der Inkubation verloren geht (z. B. bei der Brutroutine oder Angriffen benachbarter Pinguine), schlüpfen nach einer Brutzeit von 31 bis 37 Tagen zwei Küken. Die Brutzeit lässt sich in drei Phasen teilen. Während der ersten Phase von etwa zehn Tagen brüten die beiden Elternvögel abwechselnd. Dann brütet allein der weibliche Elternvogel für einen Zeitraum von zwölf Tagen und danach übernimmt das Männchen die Brut, bis die Küken schlüpfen. Der Schlupf der Küken ist innerhalb der Kolonie weitgehend synchronisiert. Während die Eiablage innerhalb einer Kolonie in einem Zeitraum von 23 Tagen stattfindet, schlüpfen die Küken über einen Zeitraum von 14 Tagen. Der Schlupfabstand zwischen den beiden Eiern eines Geleges beträgt zwischen 0 und vier Tagen. Bei etwa 93 Prozent der Gelege schlüpft mindestens ein Küken, bei 63 Prozent der Gelege auch noch das zweite Küken. Das frisch geschlüpfte Küken wird für einen Zeitraum von drei Wochen allein vom Männchen bewacht. Das Weibchen bringt vermutlich täglich Futter für das Jungtier heran. Von den zwei Küken eines Geleges überlebt immer nur eines. Es ist normalerweise das Küken des ersten Eis, das innerhalb von zehn Tagen verhungert, weil es nicht von den Elternvögeln gefüttert wird. Es gibt bis jetzt nur einen belegten Fall, in dem Snaresinselpinguine beide Jungvögel großzogen. Mit drei bis vier Wochen bilden die Jungtiere größere Gruppen, mit 75 Tagen kommen sie in die Mauser.
Die gegenwärtige Population wird von der IUCN auf 60.000 geschlechtsreife Individuen geschätzt.

## Belege

### Einzelbelege
1. ↑   BirdLife Factsheet zum Snaresinselpinguin, aufgerufen am 17. November 2010
2. ↑   Williams, S. 200 und S. 202
3. ↑   Williams, S. 202
4. ↑   Williams, S. 201
5. ↑   Williams, S. 202
6. ↑   Williams, S. 203
7. ↑  Williams et al., S. 202
8. ↑  T. C. Lamey: Snares penguin in the Falkland Islands. In: Notornis. 37(1), 1990, S. 78
9. 1 2 3  Daniel Gilpin: Pinguine. Parragon Books Ltd., ISBN 978-1-4075-0629-6.
10. ↑   Williams, S. 204
11. ↑   Williams, S. 203
12. ↑   Williams, S. 204
13. ↑   Williams, S. 204
14. ↑   Williams, S. 205
15. ↑   Williams, S. 205
16. ↑   BirdLife Factsheet zum Snaresinselpinguin, aufgerufen am 17. November 2010